# SuperTux

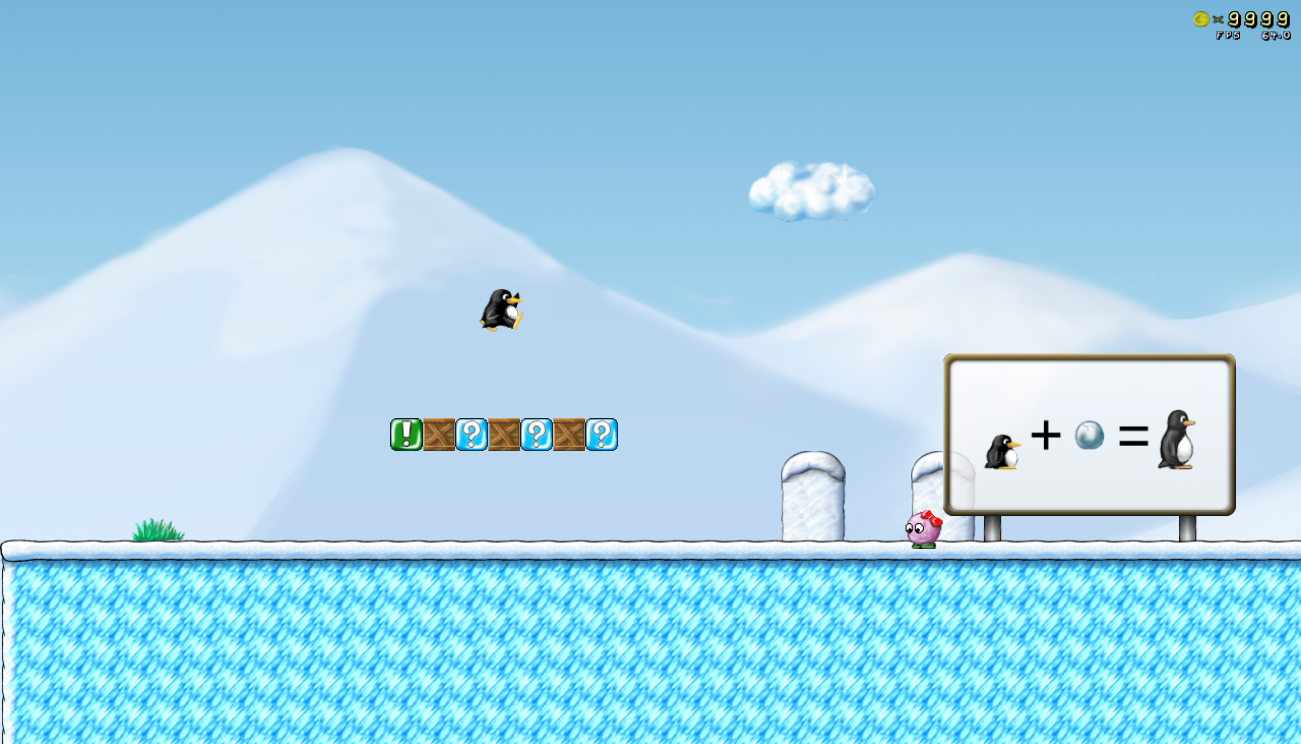
SuperTux 0.4.0 스크린샷.

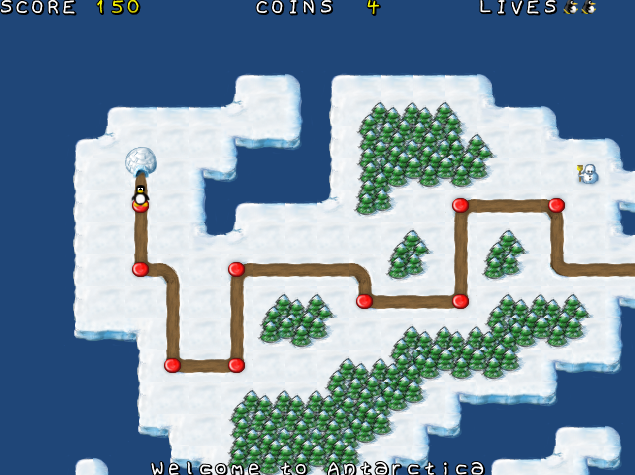
SuperTux 월드맵

《SuperTux》는 GNU 일반 공중 사용 허가서(GNU GPL)로 배급된 자유-오픈 소스 2차원 플랫폼 게임이다. 이 게임은 닌텐도의 슈퍼 마리오브라더스 시리즈의 영향을 받았다. 마리오 대신 이 게임의 히어로는 리눅스 커널의 마스코트인 턱스이다.

## 역사
이 게임은 빌 켄드릭이 개발하였으며 SuperTux 개발팀에 의해 유지보수되고 있다. 대부분 C++ 프로그래밍 언어로 작성되었다. 게임 내 그래픽스 다수는 Pingus의 개발자 Ingo Ruhnke에 의해 개발되었다.
게임은 심플 다이렉트미디어 레이어 미들웨어로 크로스 플랫폼으로 제작되었다.

## 같이 보기
- Mari0